# Arrup sauteri
Arrup sauteri är en mångfotingart som först beskrevs av Filippo Silvestri 1919.  Arrup sauteri ingår i släktet Arrup och familjen storhuvudjordkrypare.
Artens utbredningsområde är Taiwan. Inga underarter finns listade i Catalogue of Life.